# Derlike (tijdschrift)
Derlike is een heemkundig tijdschrift dat sinds 1978 in Deerlijk verschijnt . Het wordt gepubliceerd door Heemkring Dorp en Toren. De focus ligt op lokale en familiegeschiedenis op het grondgebied van de huidige gemeente.

## Geschiedenis
Kort na de oprichting van Heemkring Dorp en Toren in 1977 werd besloten tot de uitgave van een tijdschrift, dat het daaropvolgend jaar voor het eerst verscheen. Vrij snel groeide het aantal abonnees, tot het een aantal van 600 in de jaren 2020.

## Inhoud
De inhoud van het tijdschrift bevat onder meer artikels over de geschiedenis van en het erfgoed in de gemeente .

## Periodiciteit
Verschijnt driemaandelijks. Tot 2023 liep de jaargang van 1 juli tot 31 juli.